# Скенирајући тунелски микроскоп
Скенирајући тунелски микроскоп (СТМ) је веома моћна технологија за снимање површине и карактеризацију материјала са могућношћу постизања атомске резолуције. СТМ је заснована на квантно-механичком ефекту тунеловања електрона.
Када се зашиљен врх од проводног материјала приближи проводном или полупроводничком материјалу напон који је претходно остварен између врха и материјала омогућава пролазак електрона кроз вакуум који их раздваја. Након успостављања тока електрона струја која тече између узорка и врха (који игра улогу сонде) је функција локалне густине стања.